# Halsey (cântăreață)
Ashley Nicolette Frangipane (n. 29 septembrie 1994), cunoscută sub numele ei de scenă Halsey, este o artistă americană.

## Tinerețea și începuturile
Halsey s-a născut în New Jersey, dar se identifică în New York. Ea are doi frați mai mici. Este birasială, cu un tată afro-american și o mamă de culoare albă.. Ea a avut rădăcini muzicale în timp ce creștea, cântând la vioară, violă, și violoncel până când a început să cânte la chitara acustică la vârsta de 14 ani. Halsey planificase să meargă la colegiu ca să obțină un majorat în arte. După ce a realizat că nu putea să-și permită, ea s-a înscris în colegiul comunitar ca o compozitoare și a început să ia ore de scris creativ. Când a avut 18 ani, Halsey a avut probleme financiare, iar muzica a devenit un mod de a-și plăti chiria. Ea a susținut numeroase show-uri acustice în diverse orașe sub mai multe nume de scenă. Ea a ales Halsey ca numele ei de scenă pentru că este o anagramă a numelui său și este de asemenea numele unei străzi în Brooklyn, unde a petrecut mult timp în timpul adolescenței.

## Cariera
În 2014, Halsey a înregistrat un cântec numit „Ghost” și l-a postat pe SoundCloud. Cântecul i-a câștigat lui Halsey atenție și după multe întâlniri cu diferite case de discuri, ea a semnat cu Astralwerks. Pe urmă, ea a lansat EP-ul său de debut intitulat Room 93 pe data de 28 octombrie 2014. EP-ul a fost un „vizual” cu patru dintre cele cinci cântece conținând un videoclip însoțitor.
La South by Southwest în 2015, despre Halsey s-a vorbit cel mai mult online.
Ea a produs un tribut către Jaden Smith cu fostul ei iubit norvegian Lido (Peder Losnegård). Halsey a susținut un turneu cu The Kooks în 2014 și a călătorit prin Statele Unite pentru turneul său American Youth Tour, împreună cu Young Rising Sons și OLIVVER. În acest turneu, ea interpreta cântece de pe EP, și de asemenea niște piese noi de pe album: „Colors”, „Control”, „Castle”, „Haunting” și „Roman Holiday”.
Primul său album de studio, intitulat Badlands, a fost lansat în august 2015. Ea a descris albumul într-un interviu ca un „album furios al unei femei”.
Prin martie și aprilie 2015, Halsey a susținut un turneu ca cap de afiș cu Young Rising Sons.
De asemenea, Halsey i-a susținut pe Imagine Dragons în turneul Smoke and Mirrors Tour în America de Nord din 3 iunie 2015 până pe 1 august 2015.
Halsey a avut parte de niște interviuri și concerte, chiar și la Last Call with Carson Daly.
În anul 2017, Halsey a lansat cel de-al doilea album al său, “Hopeless Fountain Kingdom”, ce înglomează melodii precum “Sorry”, “Alone”, “Don’t Play” sau “Bad at love”.
În 2020, artista a lansat cel de-al treilea album al său, ''Manic'', cu single-uri cum ar fi Without Me, You Should Be Sad, Graveyard și Clementine.
Un cântec, ce trebuia să se afle pe albumul Manic, ar fi Nightmare. A fost scos de pe album  în ultimul moment pentru că aparent nu ar suna bine  împreună cu celelalte cântece de pe album.

## Artistrie
În timp ce creștea, tatăl lui Halsey îi ascultase pe The Notorious B.I.G., Slick Rick, Bone Thugs-n-Harmony, și 2Pac în timp ce mama sa asculta The Cure, Nirvana, și Alanis Morissette. Ea a spus că aceștia au influențat-o ca pe o artistă și stilul său.

## Discografie

### Albume de studio
- Badlands (2015)
- Hopeless Fountain Kingdom (2017)
- Manic (2020)
- If I Can't Have Love, I Want Power (2021)

### EP-uri
- Room 93 (2014)